# Ratusz w Przeworsku
Obecny budynek ratusza pochodzi z połowy XVII wieku. Nad budynkiem ratusza wznosi się potężna wieża, zawdzięczająca swój kształt przebudowie w 1909 roku. Ratusz mieści się pośrodku rynku.

## Historia
Ratusz w Przeworsku – usytuowany jest we wschodniej części rynku na najwyżej wyniesionym miejscu. Budynek wybudowany w pierwszej połowie XV wieku z cegły gotyckiej, początkowo posiadał dach gontowy z drewnianą wieżyczką z zegarem na której umieszczono symbol sądów miejskich i stosowania kary śmierci, czyli ręka z mieczem (”ius gladi”), a nad nim zawiesił herb miasta ”Leliwa”. W roku 1702 w ratuszu znajdowała się izba wielka, sklepy, stajnie a także waga miejska, natomiast na piętrze mieszkania. Do lat 20 XIX w. parter był użytkowany jako zajazd natomiast piętro przeznaczone było na biura magistratu i lokal sądu wójtowsko-ławniczego. Piwnica służyła dawniej jako więzienie. Po zorganizowaniu państwowego sądownictwa część pomieszczeń w opisywanym budynku znajdujących się na piętrze zajęła szkoła męska, a następnie od roku 1903 szkoła żeńska. Podczas kapitalnego remontu w 1909 roku nadano konstrukcji dachowej formę mansardową i pokryto dachówką karpiową, wykonano również nową drewnianą wieżę z loggią obitą blachą. Na szczycie wieży ponownie usytuowano symbole sądu i herb miasta oraz zegar. W roku 1958 w budynku ratusza dzięki pasji Józefa Benbenka, rozpoczęło swoją działalność Muzeum Miejskie które później przeniesione zostało do pałacu Lubomirskich.

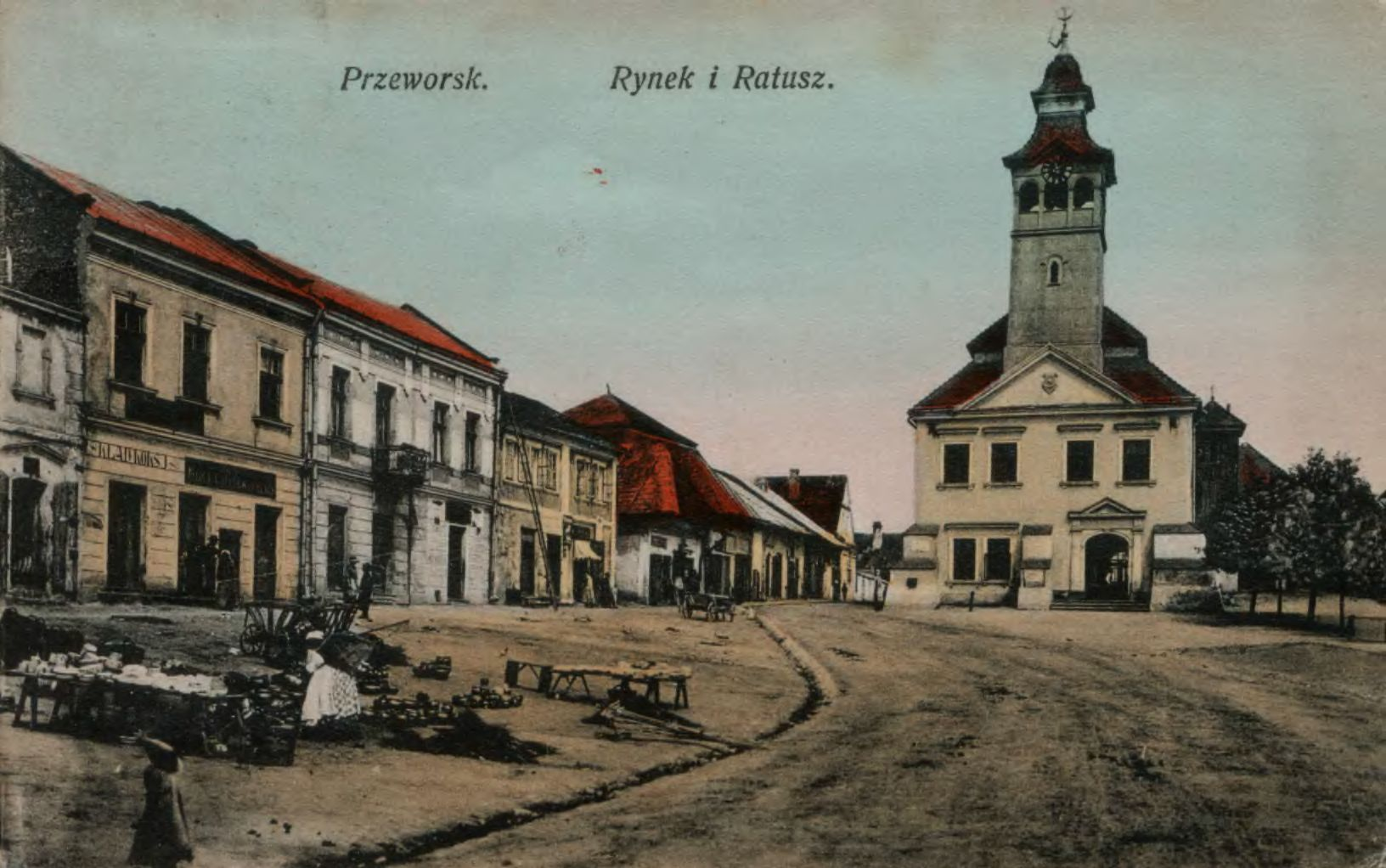
Ratusz w 1915
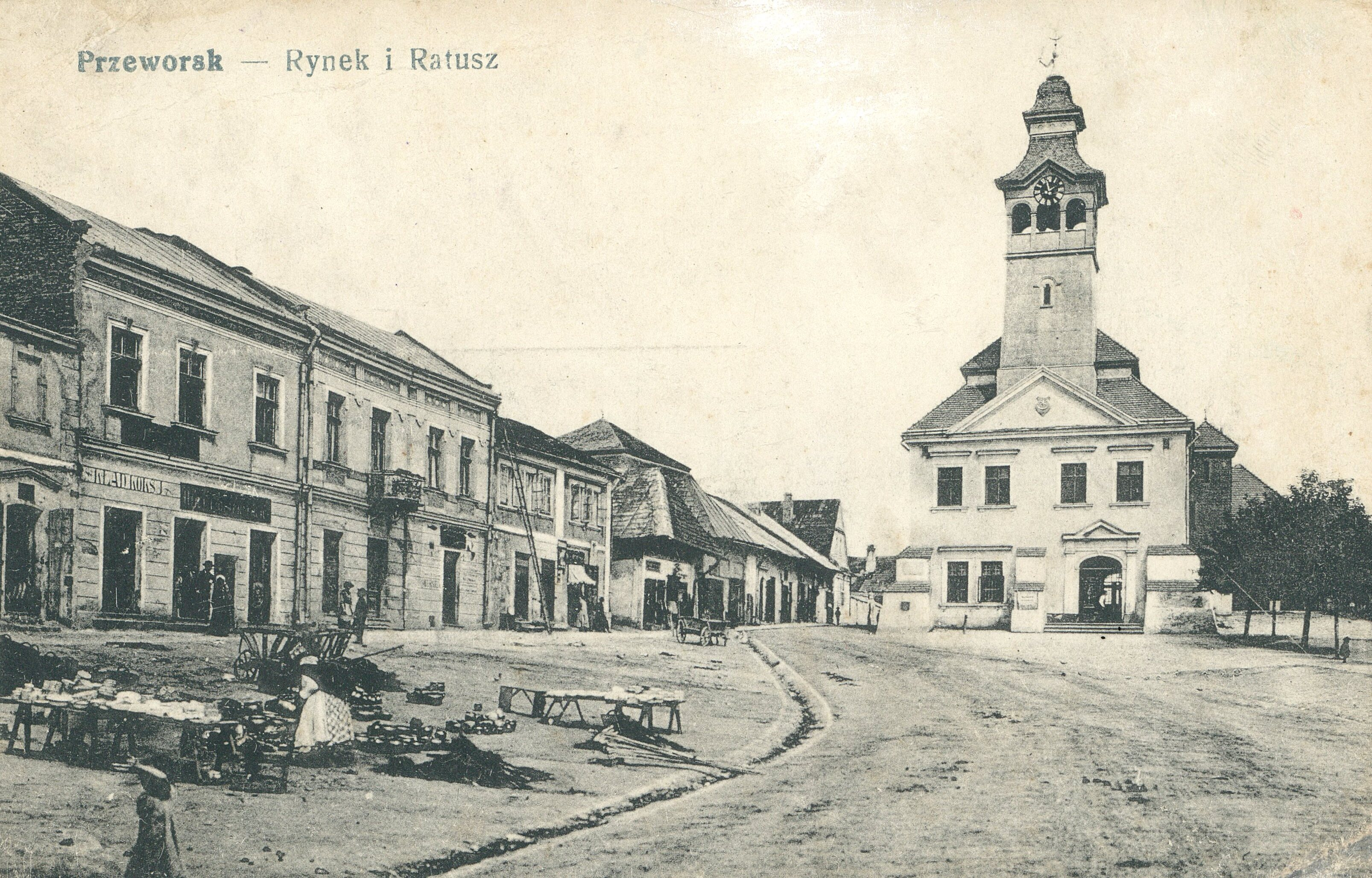
Rynek i ratusz, 1918
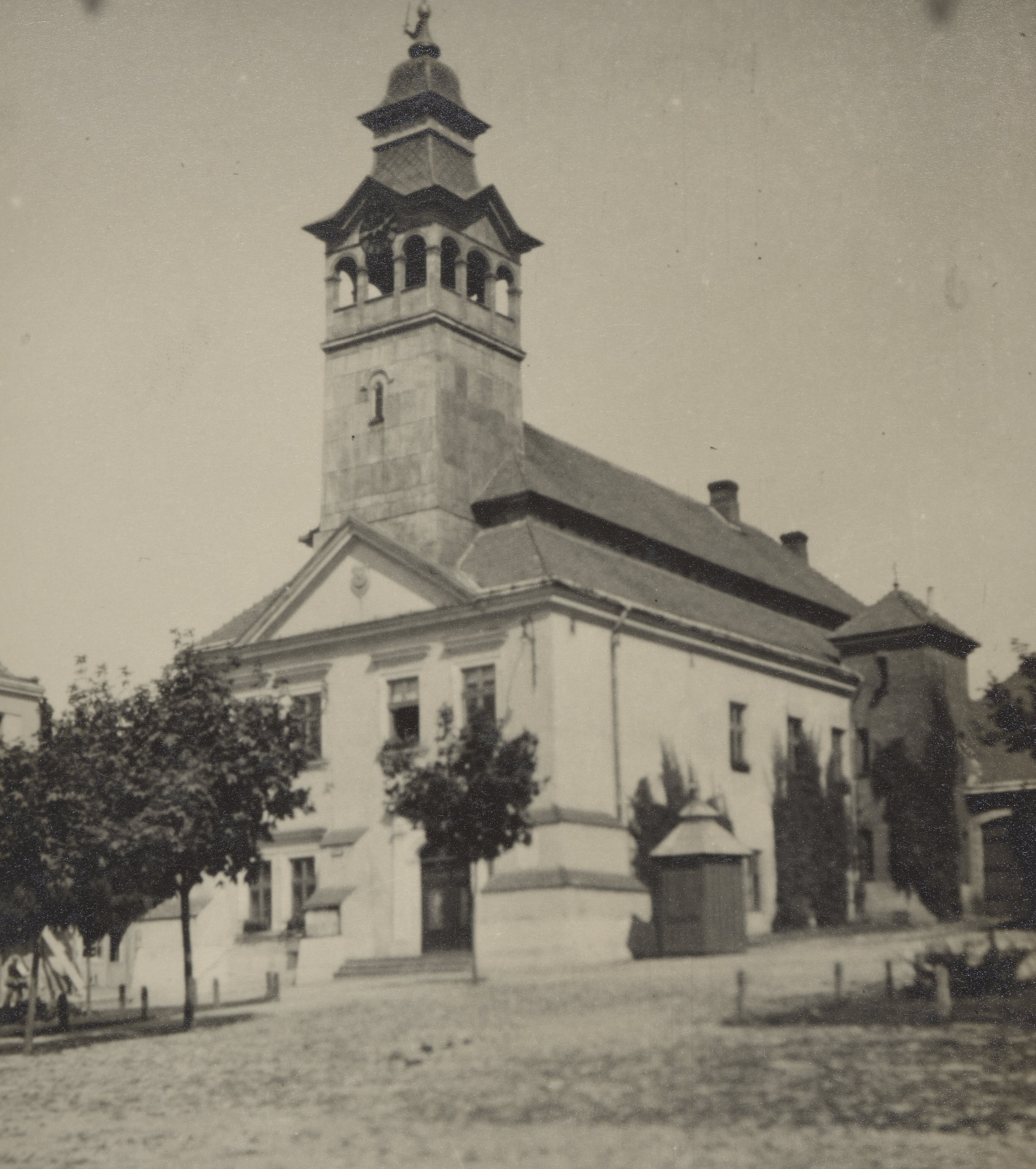
Ratusz, 1938

## Opis ratusza
Budynek jest dwukondygnacyjny, podpiwniczony, elewację budynku po bokach i pośrodku wspierają masywne przypory. Główne wejście do ratusza zdobi portal otoczony z oby stron pilastrami, które trzymają belkowanie z trójkątnym przyczółkiem. Nad oknami elewacje zamyka gzyms z opartym na nim trójkątnym przyczółkiem, na którym widnieje płaskorzeźba z herbem miasta. Wewnątrz budynku na parterze znajduje się sień z krzyżowymi i kolebkowymi sklepieniami z lunetami. 
Na przedniej ścianie umieszczona jest prostokątna, marmurowa tablica poświęcona Józefowi Piłsudskiemu, odsłonięta w 1930 w 10. rocznicę zwycięstwa nad armią bolszewicką (Bitwa Warszawska). Zniszczona została w sierpniu 1944 przez Leona Paprockiego, pracownika i późniejszego szefa UB; odtworzona i odsłonięta 5 sierpnia 1990 z inicjatywy Komitetu Obywatelskiego Ziemi Przeworskiej „NSZZ „Solidarność”Solidarność”. Nową tablicę zaprojektowali Jan Sasak i Andrzej Świtalski. W jej górnej części umieszczono okrągły medalion z popiersiem Józefa Piłsudskiego. 

Na tablicy umieszczono inskrypcję o treści: 

W dziesiątą rocznicę 
 zwycięskiego odparcia
najazdu bolszewickiego

Społeczeństwo Przeworska

Odtworzył po zniszczeniu Komitet

Obywatelski Ziemi Przeworskiej Solidarność w 1990 r.

Obecnie w ratuszu mieści się restauracja „Ratuszowa”, natomiast po drugiej stronie na piętrze biura lokalnych stowarzyszeń, Biuro Obsługi Rady Miasta Przeworska oraz sala ślubów Urzędu Stanu Cywilnego. Parter budynku zajmują dwa Referaty Urzędu Miasta Przeworska: Referat Rozwoju Miasta oraz Referat Promocji Miasta. W sezonie letnim, od poniedziałku do piątku w godzinach 8:00 - 15:00 przy asyście pracownika Urzędu Miasta można bezpłatnie wejść na wieżę ratuszową i podziwiać zarówno miasto Przeworsk jak i jego malownicze okolice. Regulamin korzystania z wieży widokowej